# Phi chính thống
Phi chính thống (căn cứ theo tiếng Hi Lạp hetero – "bất đồng", và doksa – "ý nghĩa") ý vị nghĩa là "bất đồng", và phản đối những thứ của giáo nghĩa Chính thống. Trong tôn giáo, chẳng hạn như Cơ Đốc giáo, "phi chính thống" đề cập đến những giáo lý sai lệch so với công thức giáo hội đưa ra (phái chính thống).

## Tham chiếu
1. ↑  Sách nói về đề tài "phi chính thống" tại Hội chợ sách Na Uy . Đại học Oslo. Truy cập ngày 12 tháng 6 năm 2016
2. ↑  5. "heterodoks – Store norske leksikon". Truy cập ngày 20 tháng 4 năm 2025. {{Chú thích web}}: |author= có tên số (trợ giúp)
3. ↑  5. "heterodoks – Store norske leksikon". Truy cập ngày 20 tháng 4 năm 2025. {{Chú thích web}}: |author= có tên số (trợ giúp)